# صلاح جودة
صلاح السيد جودة (توفي 17 نوفمبر 2015) هو اقتصادي مصري بارز، شغل منصب مدير مركز الدراسات الاقتصادية بالقاهرة واشتهر بتحليلاته المُعمقة في المجال الاقتصادي، وله تأثير واسع على الخطاب الاقتصادي في مصر والعالم العربي.

## النشأة والتعليم
وُلد صلاح السيد جودة في مركز بلقاس بمحافظة الدقهلية في مصر. نشأ في أسرة مصرية متدينة، وكان والده قارئًا للقرآن وصديقًا لكبار المثقفين مثل مصطفى أمين وزكي نجيب محمود. حصل على الدكتوراه في الاقتصاد الدولي من جامعة القاهرة، وحرص منذ بداية مسيرته على توظيف علم الاقتصاد في خدمة الفئات الفقيرة والبسيطة، وحمل همهم في فكره ودراساته.

## الحياة العملية والإسهامات
تدرج جودة في المراتب العلمية، وتولي إدارة مركز الدراسات الاقتصادية بالقاهرة.
أثرت كتاباته ومحاضراته البرامج الاقتصادية والسياسية، وكان معروفًا بآرائه الجريئة في نقد السياسات الاقتصادية الرسمية، خاصة تلك المتعلقة بتعويم الجنيه المصري أو التعامل مع المؤسسات المالية الدولية. ساهم في نشر الوعي الاقتصادي بين المواطنين من خلال ظهوره المكثف في وسائل الإعلام وبرامج التوعية، واشتهر بدفاعه عن تحسين حياة الفقراء وذوي الدخل المحدود. كان تلميذًا وصديقًا للمفكر فرج فودة، وناصر فكرة فصل الدين عن الدولة في السياسات.

## مؤلفاته
ترك عددًا كبيرًا من المؤلفات التي تدرس في الجامعات المصرية والعربية، ومن أبرزها:
- الرجل الثاني
- التحليل المالي
- صناديق الاستثمار
- فاسدون حول الوريث

## الجوائز والتكريمات
حصل على العديد من الجوائز والتكريمات من المؤسسات المصرية والدولية من ضمنها:
- جائزة جامعة كانتربري كريست تشيرش في التحليل المالي
- جائزة جمعية المحاسبين القانونيين المصرية
- جائزة جمعية الضرائب المصرية

## وفاته
توفي في 17 نوفمبر 2015 إثر أزمة قلبية تعرض لها أثناء ممارسته رياضة الجري في النادي الأهلي بمدينة نصر بالقاهرة، ثم نُقل إلى مستشفى الطيران حيث فارق الحياة. ظل موته محط تساؤلات ونقاش في الأوساط الاقتصادية والإعلامية.

## إرثه وتأثيره
رحل صلاح جودة تاركًا أثرًا واضحًا في الفكر الاقتصادي المصري، ويُعد خطابُه مصدرَ إلهامٍ للأجيال الجديدة من الاقتصاديين والمهتمين بالنهضة التنموية في مصر والمنطقة.